# Foc pe mare
Foc pe mare (în engleză Fire at sea, în italiană Fuocoammare) este un film documentar italian din 2016 regizat de Gianfranco Rosi. A câștigat Ursul de Aur la cea de-a 66-a ediție a Festivalului Internațional de Film de la Berlin. Filmul a fost nominalizat la Premiul Oscar pentru cel mai bun film documentar la cea de-a 89-a ediție a Premiilor Academiei. A fost selectat ca propunere italiană pentru cel mai bun film străin la premiile Oscar, dar fără a fi nominalizat la această categorie.
Premiera în cinematografele din România a avut loc pe 14 aprilie 2017.

## Rezumat
Un băiat, Samuele Pucillo, taie o crenguță bifurcă dintr-un pin pentru a face o praștie. El și prietenul său, Mattias Cucina, se joacă prefăcându-se că luptă cu o armată inamică, făcută din cactuși cărora le desenează ochi și gură, apoi trag în ei cu praștia. Asta se întâmplă pe insula Lampedusa, în timp ce angajații biroului raional al Marinei Italiene tocmai primesc prin radio o cerere de ajutor și pornesc căutarea pe mare cu unități navale și elicoptere ale Gărzii de Coastă. Între timp, viața pe insulă continuă. O gospodină, Maria Signorello, în timp ce pregătește prânzul, ascultă postul de radio local condus de Pippo Fragapane, care difuzează muzică și cântece la cerere, dar și știri despre salvări pe mare.
Refugiații și migranții din Africa de Nord vin înghesuiți în bărci supraaglomerate. Sunt luați la bordul navelor Gărzii de Coastă și apoi transbordați cu bărci de patrulare până la țărm. Aici îi așteaptă Pietro Bartolo, medicul care conduce ambulatoriul din Lampedusa și care de ani de zile consultă fiecare migrant care debarcă pe insulă. Aceste persoane sunt apoi transferate cu autobuzul la centrul de primire a imigranților din Lampedusa, unde sunt percheziționate și fotografiate. Samuele vorbește cu Francesco Mannino, un pescar rudă cu el, care îi povestește despre când era el marinar pe nave comerciale și trăia la bord timp de șase, șapte luni, mereu între cer și mare. Un scafandru, Francesco Paterna, se scufundă pentru a pescui arici de mare, în ciuda mării agitate.
Acasă, în timpul unei furtuni, Samuel își face temele, apoi o ascultă pe bunica sa, Maria Costa, care îi povestește amintirile ei din timpul celui de-al Doilea Război Mondial, când noaptea treceau navele militare și aruncau în aer rachete luminoase, iar marea devenea roșie, de parcă era „foc pe mare”. Maria Signorello sună la radio pentru a-i dedica un cântec vesel, Fuocoammare, fiului ei pescar, dorindu-și ca vremea rea să se termine în curând, iar el să poată ieși cu barca în larg. În timp ce la radio se difuzează acest cântec, în centrul de primire a imigranților un grup de refugiați cântă un cântec duios și își povestesc necazurile.
Dr. Bartolo, arătând fotografia unei bărci cu 860 de oameni la bord, vorbește despre cei care nu au supraviețuit traversării. Mai ales despre cei care stau închiși sub punte zile întregi, obosiți, înfometați, deshidratați, îmbibați și arși de combustibil. Emoționat și supărat, medicul povestește despre câți ar fi putut trata și câți ar fi putut salva, în schimb a fost nevoit să inspecteze cadavrele recuperate pe mare, inclusiv multe femei și copii, lucru cu care e foarte greu să te obișnuiești. Așadar, în timp ce Samuele crește și învață să devină marinar, pe mare se desfășoară neîncetat tragedia migranților și lupta salvatorilor.

## Context
Filmul a fost filmat pe insula siciliană Lampedusa în timpul crizei imigranților europeni și prezintă traversarea periculoasă de către imigranți a Mării Mediterane în contrast cu viața obișnuită a locuitorilor din insule. Personajele principale sunt un băiat de doisprezece ani dintr-o familie locală de pescari și un medic care tratează refugiații la sosirea lor. În discursul rostit la decernarea premiului Ursul de Aur, Rosi a declarat că intenția sa a fost de a crește gradul de conștientizare a situației migranților, spunând: „Este inacceptabil ca oamenii să moară trecând marea pentru a scăpa de tragedii”.

## Receptare critică
Filmul a primit un rating de 95% de la Rotten Tomatoes, pe baza a 93 de recenzii cu o evaluare medie de 7,82 din 10. Potrivit consensului critic al site-ului web, Fire at sea oferă o privire clară, dar empatică, asupra unui colț de lume necunoscut poate pentru mulți, însă oamenii de aici au o poveste ce rămâne universală. Pe Metacritic a primit un scor de 87 din 100, bazat pe 20 de recenzii, ce au indicat o „aprobare universală”.
Meryl Streep, președintele juriului de la Festivalul de Film de la Berlin, a numit filmul „un hibrid îndrăzneț de scene filmate și povestiri deliberate care ne permite să reflectăm asupra puterii unui documentar. Ne oferă o tehnică fundamentală, imaginativă și necesară pentru a realiza un astfel de film.” Andrew Pulver, în recenzia pentru The Guardian, a descris documentarul ca având „un stil cinematografic distinctiv, uman” și reprezentând „o colecție de detalii minuscule care se transformă, aproape prin osmoză, într-o cercetare șocantă a mecanicii crizei”. Îl apreciază pentru abordarea indirectă a tragediei, prin intermediul oamenilor din Lampedusa. Filmul a fost apreciat și de premierul italian Matteo Renzi, care a declarat că va lua cu el 27 de DVD - uri ale filmului la o sesiune a Consiliului European. Fiecare dintre aceste copii a fost dată unui șef de stat sau de guvern al Uniunii Europene.
The Economist a considerat că are „o tehnică cinematografică frumoasă și imagini înfiorătoare, dar și alegeri stranii și priorități neclare”, însă a criticat faptul că filmul nu a prezentat conexiunea dintre criza refugiaților și impactul pe care l-a avut asupra vieții insularilor intervievați.
În 2019, The Guardian a clasat Fire at Sea pe locul 53 în lista celor mai bune 100 de filme ale secolului al XXI-lea.

## Premii
Asociația Criticilor de Film din Regatul Unit, London Critics' Circle, a acordat acestui film Premiul pentru documentarul anului.În 2016 a câștigat Premiul pentru „Cel mai bun documentar european" la Premiile Academiei Europene de Film, iar la Festivalul de Film de la Berlin, în cadrul aceleiași ediții care i-a adus Ursul de Aur, a fost recompensat, de asemenea, cu „Premiul Juriului Ecumenic”.